# Amt Lemberg

Wappen der Grafschaft Zweibrücken-Bitsch

Wappen der Grafschaft Hanau-Lichtenberg seit 1606

Wappen der Landgrafschaft Hessen-Darmstadt

Das Amt Lemberg war seit 1570/1606 ein Verwaltungs- und Gerichtsbezirk der Grafschaft Hanau-Lichtenberg. Im Rahmen der sogenannten Reunionspolitik des Königreichs Frankreich fielen kleinere Teile im Süden des Amts Ende des 17. Jahrhunderts unter dessen Souveränität. 1736 fiel die Grafschaft Hanau-Lichtenberg an die Landgrafschaft Hessen-Darmstadt. 1798 kam der Amtsbezirk komplett an Frankreich, wo er aufgelöst und in andere Verwaltungsstrukturen überführt wurde. 1816 wurden die Orte des früheren Amts Teil des Königreichs Bayern, mit Ausnahme der bereits seit Ende des 17. Jahrhunderts oberhoheitlich-französischen Orte im äußersten Süden des Amts.

## Geschichte
Das Gebiet kam wohl Anfang des 12. Jahrhunderts in den Einflussbereich der Grafschaft Saarbrücken, mit deren Aufteilung Ende des 12. Jahrhunderts in den der Grafschaft Zweibrücken, mit deren Aufteilung Ende des 13. Jahrhunderts in den der Grafschaft Zweibrücken-Bitsch. 1570 verstarb Graf Jakob von Zweibrücken-Bitsch (* 1510; † 1570) als letztes männliches Mitglied seiner Familie. Da aber sowohl Jakob als auch sein schon 1540 verstorbener Bruder Simon V. Wecker nur jeweils eine Tochter hinterlassen hatten, entspann sich 1570, nach Jakobs Tod, ein Streit zwischen den Ehemännern der beiden Cousinen, Graf Philipp I. von Leiningen-Westerburg und Graf Philipp IV. von Hanau-Lichtenberg. Zwar konnte Philipp IV. von Hanau-Lichtenberg sich gegen Philipp I. von Leiningen-Westerburg durchsetzen, machte sich aber durch die sofortige Einführung des lutherischen Bekenntnisses das mächtige, streng römisch-katholische Herzogtum Lothringen unter Herzog Karl III. zum Feind, der die Lehnshoheit über Bitsch besaß. Im Juli 1572 besetzten lothringische Truppen die Grafschaft. Da Philipp IV. der lothringischen Übermacht nicht gewachsen war, wählte er den Rechtsweg. Beim anschließenden Prozess vor dem Reichskammergericht konnte sich Lothringen aber sowohl auf einen Vertrag von 1302 als auch darauf berufen, dass es 1573 die Erbansprüche des Leininger Grafen gekauft hatte. 1604 kam es dann zu einer vertraglichen Regelung zwischen Hanau-Lichtenberg und Lothringen. Dabei kam das Amt Lemberg an die Grafschaft Hanau-Lichtenberg, das Amt Bitsch an das Herzogtum Lothringen.
Durch die Reunionspolitik Frankreichs fielen 1680 erhebliche der im Elsass gelegenen Teile der Grafschaft Hanau-Lichtenberg unter die Oberhoheit Frankreichs. Dazu zählten auch Teile des Amtes Lemberg. Im Pfälzischen Erbfolgekrieg (1688–1697) wurde von der Burg Lemberg auch der Teil noch zerstört, der nach dem Dreißigjährigen Krieg noch genutzt werden konnte. Da nun die Burg und das Dorf ohne Bewohner waren, wurde 1697 der Amtssitz des Amtes Lemberg nach Pirmasens verlegt. Das Amt führte deshalb seitdem auch die Bezeichnung Amt Pirmasens.
1736 starb mit Graf Johann Reinhard III. der letzte männliche Vertreter des Hauses Hanau. Aufgrund der Ehe seiner einzigen Tochter, Charlotte (* 1700; † 1726), mit dem Erbprinzen Ludwig (VIII.) (* 1691; † 1768) von Hessen-Darmstadt fiel die Grafschaft Hanau-Lichtenberg nach dort. Im Zuge der Französischen Revolution fiel dann der linksrheinische Teil der Grafschaft Hanau-Lichtenberg – und damit auch das Amt Lemberg – an Frankreich. Dieses löste im Zuge der revolutionären Umstrukturierung auch die alte Amtsverwaltung auf.
Nach einer Zählung vom Mai 1798 hatte das Amt 13.144 Einwohner.

## Innere Organisation
Das Amt Lemberg war das umfangreichste Amt der Grafschaft Hanau-Lichtenberg. Als einziges hatte es eine „mittlere Ebene“: Amtsschultheißereien fassten Gruppen von Dörfern zusammen und waren dem Amt unterstellt. Deshalb wurde das Amt auch als „Oberamt“ bezeichnet. In dieser Organisation spiegelt sich die überkommene Ämterstruktur der Grafschaft Zweibrücken-Bitsch. In Hessen-darmstädtischer Zeit wurde diese mittlere Ebene in vier Unterämter umorganisiert.

## Bestandteile

### Amtsschultheißerei Bärenthal-Philippsburg
| Ort                          | Herkunft                                                                        | Recht | Anmerkung |
| ---------------------------- | ------------------------------------------------------------------------------- | ----- | --- |
| Bärenthal                    | 1453 bereits zu ½ in Lichtenberger Besitz, wird die andere Hälfte 1467 gekauft. |       | Bärenthal gehörte nach verschiedenen Quellen in hessen-darmstädtischer Zeit zum Amt Lichtenberg oder zum Amt Wolfisheim.                                      |
| Philippsbourg (Philippsburg) |                                                                                 |       | Zu Philippsburg gehörten die Burg Falkenstein und ein Jagdhaus mit Wald und Fischerei; Philippsburg gehörte in hessen-darmstädtischer Zeit zum Amt Wolfisheim |

### Amtsschultheißerei Donsieders
| Ort                               | Herkunft | Recht | Anmerkung |
| --------------------------------- | -------- | ----- | --------- |
| Burgalben (Beunenalben; Burghalm) |          |       |           |
| Donsieders (Dunsiters)            |          |       |           |

### Amtsschultheißerei Fröschen
| Ort                                             | Herkunft | Recht | Anmerkung                                                                                              |
| ----------------------------------------------- | -------- | ----- | --- |
| Höheinöd                                        |          |       | Höheinöd war ein mit Leiningen-Dagsburg gemeinsames Kondominat, ab 1791 gemeinsam mit Sickingen        |
| Höhfröschen (zuvor: Neu-Fröschen)               |          |       | Neuansiedlung um 1685                                                                                  |
| Thaleischweiler                                 |          |       | Thaleischweiler war ein mit Leiningen-Dagsburg gemeinsames Kondominat, ab 1791 gemeinsam mit Sickingen |
| Thalfröschen (ältere Bezeichnung: Alt-Fröschen) |          |       | |

### Amtsschultheißerei Gersbach
Auch: Amtsschultheißerei Gerspach
| Ort                 | Herkunft | Recht | Anmerkung |
| ------------------- | -------- | ----- | --------- |
| Gersbach (Gerspach) |          |       |           |
| Winzeln             |          |       |           |

### Amtsschultheißerei Kröppen
| Ort           | Herkunft | Recht | Anmerkung |
| ------------- | -------- | ----- | --------- |
| Hilst (Hülst) |          |       |           |
| Kröppen       |          |       |           |
| Schweix       |          |       |           |

Zur Amtsschultheißerei Kröppen gehörten weiter die Dammühle und die Hilstermühle.

### Amtsschultheißerei Lemberg
| Ort                       | Herkunft | Recht | Anmerkung                                        |
| ------------------------- | -------- | ----- | ------------------------------------------------ |
| Lemberg (Burg und Dorf)   |          |       | Die Burg wurde im Dreißigjährigen Krieg zerstört |
| Münchweiler an der Rodalb |          |       |                                                  |
| Ruppertsweiler            |          |       |                                                  |

Zur Amtsschultheißerei Lemberg gehörten weiter: Altwoogsmühle, Finsterbacher Hof, Glasthaler Hof, Hombrunner (Heimbrunner) Hof, Kettrichhof, Langkehler Sägemühle, die Ludwigsthaler Glashütte, Storrwog und Wolfshagen. Als Wüstungen in der Amtsschultheißerei werden genannt: Lützelhart, Rupertstein, Ruppertsweiler, Stegener Schloss und Steinenschloss.

### Amtsschultheißerei Obersteinbach
| Ort                              | Herkunft | Recht | Anmerkung                                                          |
| -------------------------------- | -------- | ----- | ------------------------------------------------------------------ |
| Burg Blumenstein                 |          |       | ¼ zur Grafschaft Hanau-Lichtenberg, ¾ gehörte den Herren von Dahn. |
| Ludwigswinkel                    |          |       |                                                                    |
| Obersteinbach                    |          |       |                                                                    |
| Petersbächel (Petersbronner Hof) |          |       |                                                                    |

Zur Amtsschultheißerei Obersteinbach zählten weiter: Reiseler Hof, Rösselbronner Hof, Saarbacher Mühle und Blechhammer, Schlickermühle, Zollhaus und Hof im St. Ulrichs Bann und – hinsichtlich der Jurisdiktion – der Stürzelbronnsche Hof.

### Amtsschultheißerei Pirmasens
| Ort                 | Herkunft | Recht | Anmerkung |
| ------------------- | -------- | ----- | --------- |
| Fehrbach (Fahrbach) |          |       |           |
| Pirmasens           |          |       |           |

Zur Amtsschultheißerei Pirmasens zählten weiter: Dankelsbach, Haseneck, Hungerpfühler Hof, Lambacherhof, Neublümelsthaler Mühle, Neuhof, Nesselthal, Rinsbacher Mühle, Alt- und Neue Ziegelhütte.

### Amtsschultheißerei Riedelberg
| Ort                 | Herkunft | Recht | Anmerkung |
| ------------------- | -------- | ----- | --------- |
| Riedelberg          |          |       |           |
| Einöderwiesen (Hof) |          |       |           |

Zur Amtsschultheißerei Riedelberg zählte weiter die Mühle von Riedelberg.

### Amtsschultheißerei Trulben
| Ort                                 | Herkunft | Recht | Anmerkung |
| ----------------------------------- | -------- | ----- | --- |
| Eppenbrunn (Dorf und Altes Schloss) |          |       | |
| Imsbach                             |          |       | 1404 als Ymesbach erwähnt. Bevor Imsbach zu einem Hof herabgesunken war, besaß es eine eigene Gemarkung. Heute gehört es unter der Bezeichnung Imsbacherhof zu Trulben. |
| Trulben                             |          |       | |

Zur Amtsschultheißerei Trulben zählten weiter die Einzelhöfe Felsenbrunner Hof, Grünbacherhof, Kahlesey, Ransbrunner Hof und Stiedenbach und die Mühlen in Eppenbrunn und Trulben.

### Amtsschultheißerei Vinningen
| Ort          | Herkunft | Recht | Anmerkung |
| ------------ | -------- | ----- | --------- |
| Erlenbrunn   |          |       |           |
| Niedersimten |          |       |           |
| Obersimten   |          |       |           |
| Vinningen    |          |       |           |

Zur Amtsschultheißerei Vinningen zählten weiter der Stausteiner Hof der Abtei Stürzelbronn, der Hof Luthersbronn und eine Papiermühle.

### Weitere Bestandteile
Innerhalb des Amtes Lemberg einer Amtschultheißerei nicht eindeutig zuzuordnen sind folgende Orte:
| Ort                        | Herkunft | Recht                          | Anmerkung                                                  |
| -------------------------- | -------- | ------------------------------ | ---------------------------------------------------------- |
| Dietersbach                |          |                                | Wüstung                                                    |
| Eischberg                  |          |                                | Wüstung                                                    |
| Grad                       |          |                                | ½ zu Hanau                                                 |
| Großen Ohren               |          |                                | Wüstung                                                    |
| Burg Klein-Arnsberg        |          | Lehen des Kurfürsten von Mainz | 1/9 zu Hanau-Lichtenberg                                   |
| Moldenbronn                |          |                                | Wüstung                                                    |
| Niederwachsenstein (Burg?) |          |                                | Zunächst zu 1/9, später ganz zu Hanau-Lichtenberg, Wüstung |
| Verbach (Werbach)          |          |                                |                                                            |
| Zansporn                   |          | Von der Abtei Sturzelbronn     |                                                            |
| Zudelberg                  |          |                                |                                                            |

Zum Amt Lemberg gehörten weiter folgende Einzelhöfe: Mühlenthaler Höfe und Schaaben.

## Einteilung in hessen-darmstädtischer Zeit

### Unteramt Lemberg
Die Verwaltung des Unteramtes Lemberg hatte ihren Sitz in Pirmasens.
| Ort             | Anmerkung                            |
| --------------- | ------------------------------------ |
| Burgalben       | vormals Amtschultheißerei Donsieders |
| Donsieders      | vormals Amtschultheißerei Donsieders |
| Fehrbach        | vormals Amtschultheißerei Pirmasens  |
| Gersbach        | vormals Amtschultheißerei Gersbach   |
| Höheinöd        | vormals Amtschultheißerei Fröschen   |
| Höhfröschen     | vormals Amtschultheißerei Fröschen   |
| Lemberg         | vormals Amtschultheißerei Lemberg    |
| Pirmasens       | vormals Amtschultheißerei Pirmasens  |
| Thalfröschen    | vormals Amtschultheißerei Fröschen   |
| Thaleischweiler | vormals Amtschultheißerei Fröschen   |
| Winzeln         | vormals Amtschultheißerei Gersbach   |

### Unteramt Münchweiler
| Ort            | Anmerkung                         |
| -------------- | --------------------------------- |
| Münchweiler    | vormals Amtschultheißerei Lemberg |
| Ruppertsweiler | vormals Amtschultheißerei Lemberg |

### Unteramt Vinningen
| Ort        | Anmerkung                                                        |
| ---------- | ---------------------------------------------------------------- |
| Eppenbrunn | vormals Amtschultheißerei Trulben                                |
| Erlenbrunn | vormals Amtschultheißerei Vinningen                              |
| Hilst      | vormals Amtschultheißerei Kröppen                                |
| Kröppen    | vormals Amtschultheißerei Kröppen                                |
| Riedelberg | vormals Amtschultheißerei Riedelberg                             |
| Schweix    | vormals Amtschultheißerei Kröppen                                |
| Simten     | vormals Niedersimten und Obersimten, Amtschultheißerei Vinningen |
| Trulben    | vormals Amtschultheißerei Trulben                                |
| Vinningen  | vormals Amtschultheißerei Vinningen                              |

### Unteramt Obersteinbach (teilweise unter französischer Souveränität)
| Ort                                              | Anmerkung                               |
| ------------------------------------------------ | --------------------------------------- |
| Ludwigswinkel                                    | vormals Amtschultheißerei Obersteinbach |
| Obersteinbach (unter französischer Souveränität) | vormals Amtschultheißerei Obersteinbach |
| Petersbächel                                     | vormals Amtschultheißerei Obersteinbach |

### Unteramt Bärenthal-Philippsburg (unter französischer Souveränität)
| Ort                          | Anmerkung |
| ---------------------------- | --- |
| Bärenthal                    | vormals Amtschultheißerei Bärenthal-Pilippsburg                                                                |
| Neunhoffen                   | Unter Hessen-Darmstadt aus dem Amt Wörth dem Amt Lemberg zugeschlagen, um 1790 gehört es erneut zum Amt Wörth. |
| Philippsbourg (Philippsburg) | vormals Amtschultheißerei Bärenthal-Pilippsburg                                                                |